# 辜用琥
辜用琥（15世紀—16世紀），字子西，湖廣鄖陽府竹山縣籍，江西南昌府南昌縣塘東人，明朝政治人物。

## 生平
辜用琥是嘉靖二十二年（1511年）癸卯科湖廣鄉試舉人，授夔州通判，改任廣西知府時只帶上一名僕人，在當地為政清慎，革除土司常例、省去里甲夫馬，平盜安民、豪強收斂，在廣西四年人民不敢欺罔，因終養父母乞求辭官回鄉。

## 引用
1. 1 2  民國《南昌縣志·卷三十一·人物志二》：辜用琥，字子西，塘東人，竹山籍，嘉靖舉人，知廣西府，攜一僕自隨，清慎淡定，革土司常例、省里甲夫馬，靖盜息民、豪猾斂迹，蒞政四載民無欺罔，以終養乞歸。
2. ↑  民國《南昌縣志·卷二十二·選舉志三》：科第下……明……嘉靖二十二年癸卯鄉試……辜用琥 字子西，塘東人，竹山籍，詳傳
3. ↑  光緒《夔州府志·卷二十三·秩官》：明通判……辜用琥 江西南昌縣舉人